# Trichocoleaceae
Trichocoleaceae sind eine Moosfamilie aus der Klasse der Jungermanniopsida. Diese Pflanzen gehören zu den beblätterten Lebermoosen.

## Beschreibung
Die Pflanzen dieser Familie sind in der Regel ein- bis dreifach gefiedert. Die Flankenblätter sind tief drei- bis vierlappig, die Lappen mehr oder weniger weiter geteilt und mit Zilien besetzt. Unterblätter sind ähnlich den Flankenblättern. Die haarförmig zerteilten Blätter verleihen den Pflanzen ein fein-filziges Aussehen. Die Arten sind diözisch. Brutkörper werden nicht gebildet. Die Arten wachsen auf humusreichen Böden, Baumstämmen, einige Arten auch auf Totholz.

## Systematik
Die Familie umfasst 4 Gattungen mit zirka 35 Arten.
- Castanoclobus, 1 Art
- Eotrichocolea, 1 Art
- Leiomitra, zirka 12 Arten
- Trichocolea, zirka 20 Arten

In Europa ist die Familie nur mit der einen Art Trichocolea tomentella vertreten.